# Diocèse de Norwich (États-Unis)
Pour le diocèse anglais de Norwich, voir Diocèse de Norwich.
Le diocèse de Norwich est un diocèse catholique situé aux États-Unis. Il couvre la moitié orientale de l'État du Connecticut, ainsi qu'une infime partie de l'État de New York. Créé en 1953, il a son siège dans la cathédrale Saint-Patrick de Norwich.  

## Histoire
La ville de Lebanon, au nord-ouest de Norwich, est le lieu où la «messe catholique a été célébrée pour la première fois, de façon continue et pendant une longue période, dans l'État du Connecticut ». 
Le 6 août 1953, le pape Pie XII réorganise l'Église catholique au Connecticut : le siège d'Hartford est élevé au rang d'archidiocèse métropolitain et deux nouveaux diocèses suffragants sont créés par démembrement: Norwich, pour quatre comtés de l'est du Connecticut et Bridgeport, pour un comté de l'ouest. 

Le 6 avril 1957, l'île de Fishers Island (Long Island, New York), qui dépendait jusqu'alors du diocèse de Brooklyn, est transférée sous l'autorité du diocèse de Norwich. 

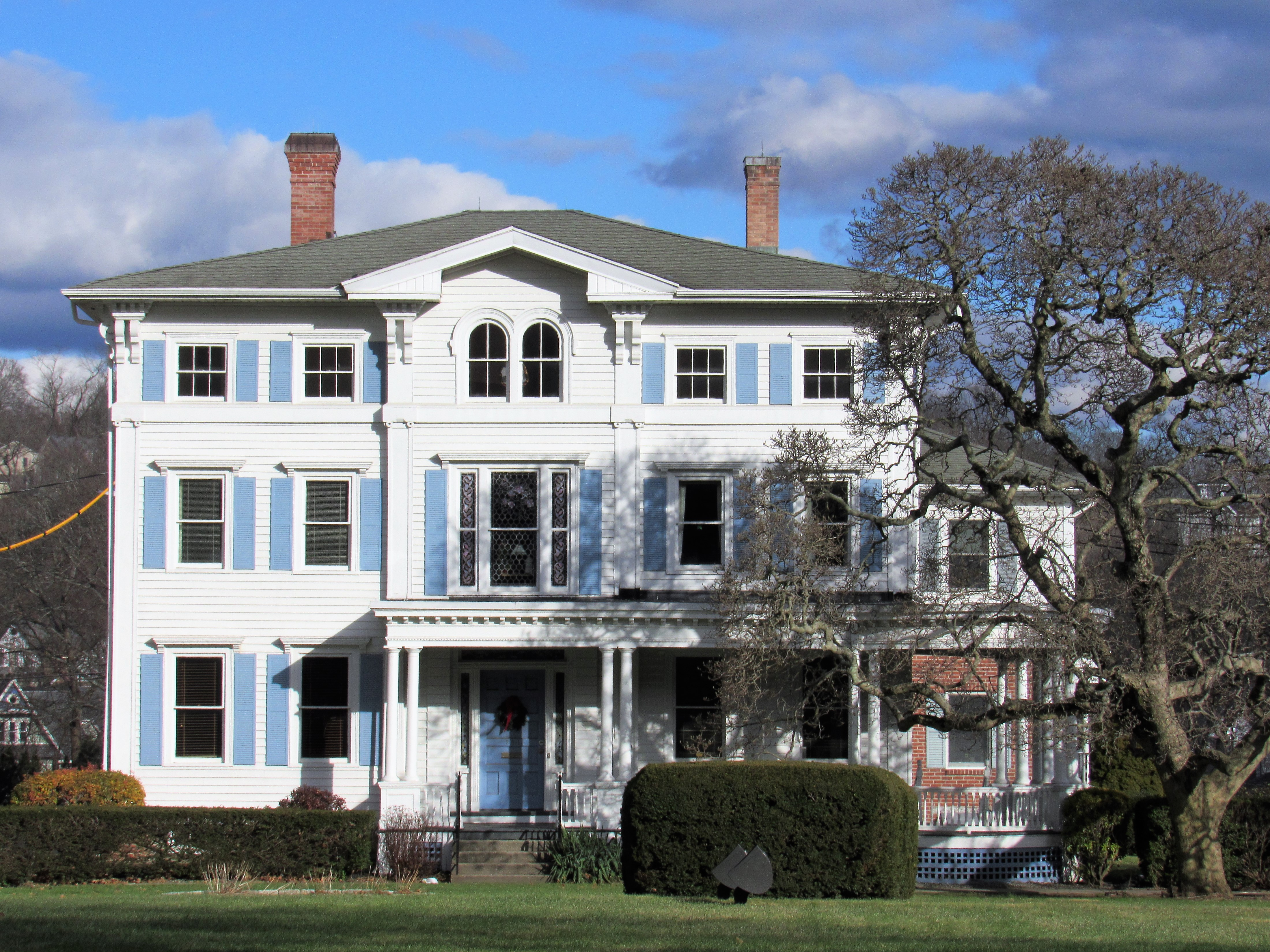
La chancellerie et résidence épiscopale

## Territoire
Son territoire canonique se compose de 4 comtés du Connecticut, constituant une moitié orientale de l'État : Middlesex, New London, Windham et Tolland. Il comprend également la petite île de Fishers Island, à 3 km au large de la côte du Connecticut, mais dépendant administrativement de Long Island, donc de l'État de New York. 
Il est l'un des trois diocèses américains multi-États, avec le diocèse de Gallup (Arizona-Nouveau Mexique) et le diocèse de Wilmington (Delaware-Maryland). L'archidiocèse de Washington pourrait également compter dans cette catégorie, couvrant le district de Columbia et 5 comtés du Maryland, mais DC n'est pas un État à proprement parler. 

Blason du diocèse, reprenant le trèfle et le vert symboliques de saint Patrick, patron du diocèse.

## Enseignement catholique

### Écoles élémentaires (jusqu'à la 8e classe)
- École du Sacré-Cœur, Groton
- École du Sacré-Cœur, Taftville
- École Saint-Jacques, Danielson
- École Saint-Jean, Old Saybrook
- École Saint-Jean-Paul II, Middletown
- École Saint-Joseph, Baltic
- École Saint-Joseph, New London
- École Saint-Joseph, North Grosvernordale
- École Sainte-Marie-Saint-Joseph, Willimantic
- École Saint-Michel, Pawcatuck
- École cathédrale Saint-Patrick, Norwich

### Lycées
- Académie Sainte Famille, Baltic
- École préparatoire Marianapolis, Thompson
- Lycée Mercy, Middletown
- Lycée Saint Bernard, Uncasville
- Lycée Xavier, Middletown

### Enseignement supérieur
Le diocèse supervise également le Collège et Séminaire des Saints-Apôtres (Holy Apostles College and Seminary) à Cromwell, établissement proposant des formations de deux et quatre ans de premier cycle (undergraduate) et de cycles supérieurs (graduate) dans diverses spécialités. 

## Affaires d'abus sexuels
Le 10 février 2019, le diocèse de Norwich dévoile une liste de 43 membres du clergé accusés de manière crédible d'abus sexuels. 3 noms sont ajoutés à cette liste le 22 février 2019. 

## Voir également